# Hieronymus Payer
Hieronymus Payer (Meidling, avui part de Viena, 1787 - ibídem, 1845) fou un compositor austríac.
El seu pare li ensenyà els primers passos per la música, el violí i l'orgue; als nou anys ja es dedicava a recórrer alguns pobles per a executar amb el violí les danses que ballaven els camperols, afegint, posteriorment, a aquesta professió la d'afinador de pianos. Aprengué sense mestre l'art de compondre, valent-se dels millors tractats teòrics d'aquell temps, i també es dedica a improvisar a l'orgue, amb el que demostrà el seu singular talent.
Era molt jove encara quan perdé el seu pare, al que substituí com a organista i professor en el seu poble natal. Més tard fou director d'orquestra del teatre An der Wien i el 1818 del d'Amsterdam: finalment, ocupà el mateix càrrec en el teatre Josephstadt de Viena.
A París i en altres ciutats donà concerts de Physhamonika, variant de l'harmònium.
Va compondre les òperes següents:
- El caçador salvatge.
- La filla de les estrelles.
- L'arbre buit.
- Die Trauer.
- El solitari.
- Hochlandsfürsten.
- La boja de Glaris.
- La creu de foc.
- Coco.

Se li deuen, a més, altres obres en nombre de 150 aproximadament, havent donat a la impremta: trios per a piano i instruments d'arc, un concertino de piano, algunes peces per a piano sol, fugues i concerts per a orgue, misses, motets, etc.